# モントレー・ポップ・フェスティバル
モントレー・ポップ・フェスティバル（Monterey International Pop Festival）は、1967年6月16日から18日までの3日間、アメリカ合衆国カリフォルニア州モントレー（モンタレー）で開かれた、ロックがメインで行われた大規模な野外コンサート。「サマー・オブ・ラブ」と呼ばれたヒッピー・ムーブメントの真っ只中で行われ、20万人以上の観客を動員した。
2年後に開催されたウッドストック・フェスティバル（1969年）を初めとした大規模なロック・フェスティバルの先がけとなった歴史的なものだった。

## 概要

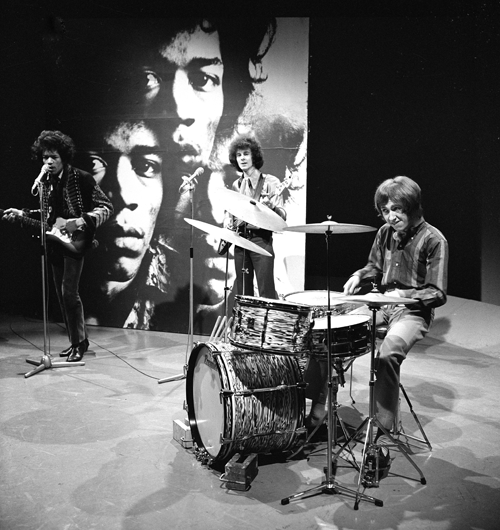
ザ・ジミ・ヘンドリックス・エクスペリエンス。テレビ番組での演奏（1967年）

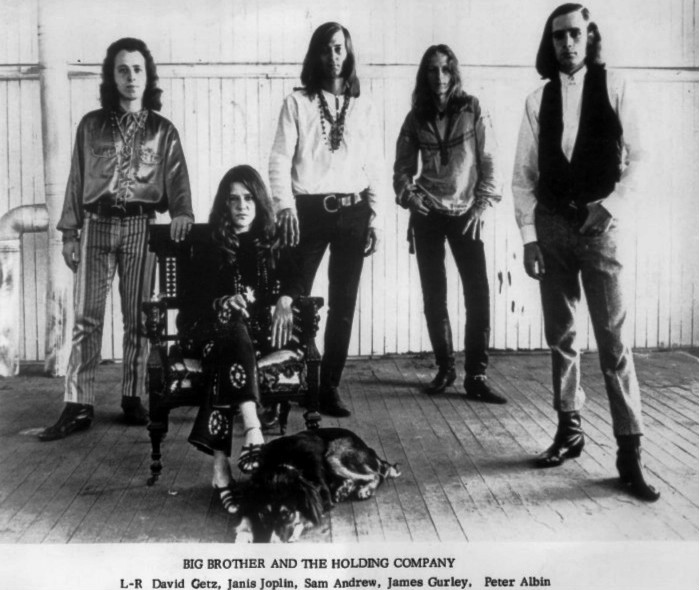
ビッグ・ブラザー&ホールディング・カンパニー。左から2人目がジャニス・ジョプリン（1966/1967年頃）

30組以上のミュージシャンが出演し、今日のロック・フェスティバルの源流とされる。出演者はロック・ミュージシャンに限定されてはおらず、ブルース、ブルースロック、フォーク、ソウルミュージック、民族音楽のミュージシャンも出演した。当時はロックンロールからロックミュージックへの転換期であり、出演者の選考がヒッピーの多様な文化を受け入れようという多文化主義に影響を受けた可能性もある。
発端は1966年に行われたモントルー・ジャズ・フェスティバルだった。このフェスティバルを観たプロモーターのアラン・パリザーがロック・フェスティバルの開催を思いつき、パリザーのアイデアをもとにママス&パパス のジョン・フィリップス とプロデューサーのルー・アドラーが中心となって開催された。
ジャニス・ジョプリン やジミ・ヘンドリックス、オーティス・レディング など、このフェスティバルで知名度を高め人気を上昇させたミュージシャンも多い。
フェスティバルの模様はD・A・ペネベイカーの監督の下に撮影されて、1968年12月26日に『Monterey Pop』（邦題：モンタレー・ポップ フェスティバル'67）というタイトルで公開された。
1980年代後半に、ジミ・ヘンドリックス・エクスペリエンスとオーティス・レディングの公演の映像を一つに集めたビデオ『Jimi Hendrix, Otis Redding – Live at Monterey』がVHSまたはレーザーディスクで発売された。
2002年、クライテリオン・コレクションから3枚組のDVD『The Complete Monterey Pop Festival』が発売された。1枚目は上記『Monterey Pop』、2枚目は上記『Jimi Hendrix, Otis Redding – Live at Monterey』、3枚目は「The Outtake Performances」と題する各ミュージシャンの未公開の映像。

## 関連楽曲・関連アルバム
- フィリップスはフェスティバルのプロモーションのために「花のサンフランシスコ」を作詞作曲した。スコット・マッケンジーが歌ったシングルは1967年5月13日に発売され、全米4位を記録した[5]。
- エリック・バードン&ジ・アニマルズは、本フェスティバルを題材にした楽曲「Monterey」を1967年末に発表した。
- 1970年8月26日、ヘンドリックスとレディングの演奏を収録したコンピレーション・アルバム『Historic Performances Recorded at the Monterey International Pop Festival』が発売された。
- 1986年2月、ヘンドリックスの演奏を収録したアルバム『Jimi Plays Monterey』が発売される。これにあわせてヘンドリックスとレディングのステージを収録した映画『ライブ・アット・モンタレー ジミ・ヘン&オーティス』が公開された。

## 出演者

### 6月16日 夜の部
- アソシエイション - 「Along Comes Mary」、「Windy」ほか
- ザ・パウパース
- ルー・ロウルズ - 「Love Is a Hurtin' Thing」、「Dead End Street」、「Tabacco Road」ほか
- ビバリー
- ジョニー・リヴァース - 「Help Me, Rhonda」、「メンフィス・テネシー」ほか
- エリック・バードン＆ジ・アニマルズ -　「San Franciscan Nights」、「Gin House Blues」、「Hey Gyp」、「黒くぬれ!」
- サイモン&ガーファンクル - 「早く家へ帰りたい」、「動物園にて」、「59番街橋の歌 (フィーリン・グルーヴィー)」、「エミリー・エミリー」、「サウンド・オブ・サイレンス」、「ベネディクタス」、「パンキーのジレンマ」

### 6月17日 昼の部
- キャンド・ヒート　『Rollin' And Tumblin'』、『Dust My Broom』、『Bullfrog Blues』
- ビッグ・ブラザー・アンド・ザ・ホールディング・カンパニー featuring ジャニス・ジョプリン　＊6月18日にも出演　『Down On Me』、『Combination Of The Two』、『Harry』、『Road Block』、『Ball And Chain』
- カントリー・ジョー・アンド・ザ・フィッシュ　『Section43』、『Not So Sweet Martha Lorraine』、『The Fish Cheer』、『I Feel Like I'm Fixin' to Die Rag』、『The Bomb Song』
- アル・クーパー　『Wake Me, Shake Me』
- ザ・バターフィールド・ブルース・バンド　＊夜の部にも出演　昼の部の『Driftin' Blues』以外それぞれどちらの部の演奏か不明　『Born in Chicago』、『Driftin' Blues』、『Mary Ann』、『Look Over Yonder Wall』、『Droppin' Out』、『One More Heartache』、『Mystery Train』、『Double Trouble』
- クイックシルヴァー・メッセンジャー・サーヴィス　『All I Ever Wanted To Do (a/k/a/ Dino's Song)』
- スティーヴ・ミラー・ブルース・バンド　『Mercury Blues』
- エレクトリック・フラッグ　『The Nighttime Is The Right Time』、『Drinkin' Wine』、『Groovin' Is Easy』

### 6月17日 夜の部
- モビー・グレープ　『Indifference』、『Mr Blues』、『Sittin' by the Window』、『Omaha』
- ヒュー・マセケラ　『Bajabula Bonke (Healing Song)』
- バーズ　「Renaissance Fair」、「Have You Seen Her」、「He Was a Friend of Mine」、「ヘイ・ジョー」、「Lady Friend」、「Chimes of Freedom」、「ロックン・ロール・スター」
- バターフィールド・ブルース・バンド　上記
- ローラ・ニーロ　『ウェディング・ベル・ブルース』、『イーライがやって来る』、『Poverty Train』
- ジェファーソン・エアプレイン　『Somebody to Love』、『The Other Side of This Life』、『White Rabbit』、『High Flying Bird』、『Today』、『She Has Funny Cars』、『Young Girl Sunday Blues』、『Ballad Of You And Me And Pooneil』
- ブッカー・T&ザ・MG's　『Booker Loo』、『Hip Hug Her』
- ザ・M.G.'s・アンド・ザ・マーキース　『Philly Dog』
- オーティス・レディング　「シェイク」、「リスペクト」、「愛しすぎて」、「サティスファクション」、「トライ・ア・リトル・テンダネス」

### 6月18日 昼の部
- ラヴィ・シャンカル　『Raga Bhimpalasi』、『Tabla Solo in Ektal』、『Dhun (Dadra and Fast Teental)』

### 6月18日 夜の部
- ブルース・プロジェクト　『Flute Thing,』、『Wake Me, Shake me』
- ビッグ・ブラザー・アンド・ザ・ホールディング・カンパニー featuring ジャニス・ジョプリン　　『Down On Me』、『Combination of the Two』、『Harry』、『Road Block』、『Ball and Chain』*ゲイリー・アレクサンダー　演奏曲不明
- アソシエイション　『Along Comes Mary』
- グループ・ウィズ・ノー・ネーム（サイラス・ファーヤー）　演奏曲不明
- バッファロー・スプリングフィールド　『フォー・ホワット・イッツ・ワース』、『Nowadays, Clancy Can't Even Sing』、『Rock'n Roll Woman』、『ブルーバード』
- ザ・フー　『恋のピンチ・ヒッター』、『サマータイム・ブルース』、『リリーのおもかげ』、『クイック・ワン』、『ハッピー・ジャック』、『マイ・ジェネレーション』
- グレイトフル・デッド　『Cold Rain And Snow』、『Viola Lee Blues』
- ジミ・ヘンドリックス・エクスペリエンス　『Killing Floor』、『Foxy Lady』、『ライク・ア・ローリング・ストーン』、『Rock Me Baby』、『ヘイ・ジョー』、『Can You See Me』、『The Wind Cries Mary』、『パープル・ヘイズ』、『恋はワイルド・シング』
- ママス&パパス　『Straight Shooter』、『Got a Feeling』、『夢のカリフォルニア』、『Spanish Harlem』、『Somebody Groovy』、『アイ・コール・ユア・ネーム』、『Band Intros』、『Monday,Monday』
- スコット・マッケンジー　『花のサンフランシスコ』
- ママス&パパス　『Dancing in the Street』、『Closing Jam』